# Così vanno le cose
Così vanno le cose è un film del 2007 diretto da Francesco Bovino.

## Trama
Due ventenni si affacciano con opposti sentimenti al mondo del lavoro precario e delle occupazioni "creative". Alice, incalzata dalle difficoltà economiche della famiglia, lo fa con affanno, vivendo l'incertezza lavorativa con dolore. Pierfrancesco, di famiglia agiata e altoborghese, cerca invece di sfruttare furbescamente la situazione. La loro storia d'amore, appassionata ma complicata da difficoltà ed equivoci, li vedrà alla fine uniti nella consapevolezza che non ci si possa sottrarre a un duro braccio di ferro con le generazioni precedenti la loro. Nessuno regala niente, e se si vuole ottenere qualcosa non bisogna più accontentarsi delle briciole e lottare innanzitutto per difendere la propria dignità di lavoratori, abbandonando le soluzioni individualistiche e le facili scorciatoie.